# (85299) Neander
(85299) Neander (1994 TM16) – planetoida z pasa głównego asteroid okrążająca Słońce w ciągu 3,78 lat w średniej odległości 2,43 j.a. Odkryta 5 października 1994 roku.